# Kultura (revista)

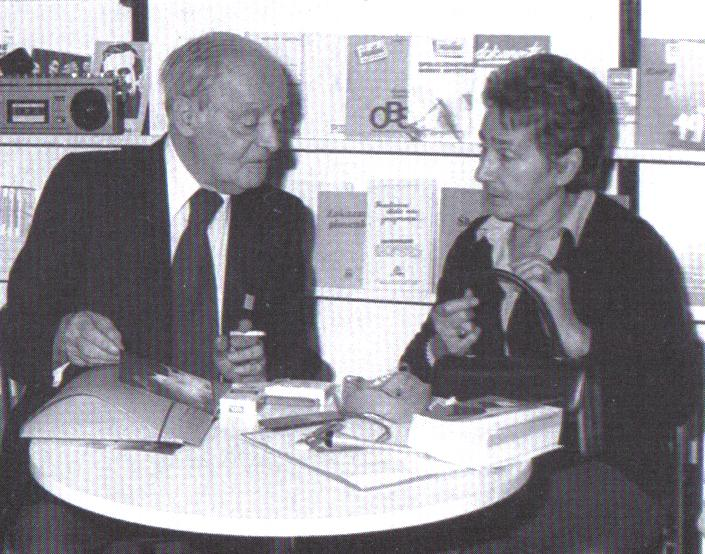
Jerzy Giedroyc y Zofia Hertz

Kultura es la más importante revista literaria y política de la disidencia polaca tras la Segunda Guerra Mundial. Fundada en 1946 por un grupo de emigrados políticos polacos y dirigida por Jerzy Giedroyc desde 1947 a 2000, el Instituto Literario Kultura fue en primer término una editorial, aunque con el tiempo se convirtió en un centro intelectual que combatió todos los totalitarismos y defendió la escritura, la literatura y la producción y difusión de nuevas ideas. Establecido en Roma en 1946, el Instituto se trasladó un año más tarde a Maisons-Laffitte, en la región parisiense.  

## Historia
Los fundadores de la revista fueron: Jerzy Giedroyć, Józef Czapski, Zofia Hertz y Zygmunt Herz, antiguos soldados del Segundo cuerpo del Ejército polaco, mandado por la general Władysław Anders. Tras la Invasión alemana de Polonia de 1939 y el ataque conjunto de la Unión Soviética, el futuro redactor en jefe de Kultura Jerzy Giedroyć huye como muchos de sus compatriotas a Rumanía y comienza a trabajar en el servicio consular de la embajada polaca en Bucarest. En marzo de 1941, se une al Segundo Cuerpo polaco mandado por la general Władysław Anders. Esta unidad evacuada reagrupa los prisioneros de guerra que han escapado a la Masacre de Katyn y a los civiles del este de Polonia deportados por las fuerzas soviéticas entre 1939 y 1941. Entre estos civiles, Zofia Hertz y Zygmunt Hertz, una pareja de origen judío que huyó de Lodz poco antes de la entrada de los alemanes para reencontrarse Leópolis. El NKVD los arresta y los deporta a Siberia, donde pasarán catorce meses realizando trabajos forzados. La Operación Barbarroja provocó la amnistía tras el Acuerdo Sikorski-Maiski. De este modo, abandonan la Unión Soviética y transitan hasta Palestina, donde se unen al Segundo cuerpo del Ejército polaco. Zofia Hertz fue nombrada secretaria de Giedroyć y ocupará más tarde la función de número 2 del Instituto Literario y de la redacción de Kultura.
El otro personaje llave del equipo de Kultura es Józef Czapski, de origen noble, hijo del conde Hutten-Czapski de Praga. Czapski participa en la campaña de septiembre de 1939 antes de ser hecho prisionero por los soviéticos. Tras la amnistía, colabora con el Segundo cuerpo del ejército, bajo las órdenes del general Anders. En 1942, Czapski conoce a Giedroyć y juntos van a fundar la revista Kultura en Francia. 
Hacia el final de la guerra, parece cada vez más evidente que Polonia quedará bajo control soviético. Giedroyć y sus colaboradores estiman que hace falta crear un centro de defensa de la cultura nacional para salvaguardar la identidad polaca. De ahí surge la idea de crear el Instituto literario y la revista Kultura. Gracias a un préstamo de los « fondos del soldado », establecidos por el mando polaco para ayudar en el paso a la vida civil al extranjero, Giedroyć y sus colaboradores compran una pequeña imprenta en Roma y fundan en 1946 el Instituto Literario. 
El primer número de Kultura apareció en Roma en marzo de 1947, pero los números siguientes son editados ya en Francia.

## Trayectoria
Creado y dirigido por Jerzy Giedroyc, asistido por Józef Czapski y por Zofia y Zygmunt Hertz, el Instituto desarrolló una intensa actividad editorial durante los años 1946-2000, es decir hasta la muerte de Jerzy Giedroyc. Su acción se articuló en torno a la redacción de la revista mensual Kultura (637 números) y del trimestral Zeszyty Historyczne (Cuadernos de Historia) (171 números aparecidos en los años 1962-2010), así como en la edición de autores polacos y de otros países, prohibidos por sus respectivos gobiernos. 
El equipo de Maisons-Laffitte consideró necesario mantener lazos con Polonia. Así, desde su nacimiento, el Instituto literario sirve de asilo y de lugar de encuentro para los intelectuales polacos. Hasta 1989 el Instituto organiza igualmente la difusión clandestina de sus publicaciones en los países del bloque comunista y llega a editar material de imprenta en los mismos países del bloque. Asimismo, pone en marcha diversas acciones de ayuda a los movimientos que nacen en el interior. Publicó a autores como Witold Gombrowicz, Czesław Miłosz, Gustaw Herling-Grudziński, Józef Czapski, Andrzej Bobkowski y otros. 
Deseando apostar por una salida regional al conflicto polaco, la revista Kultura concedió un lugar de honor a autores rusos, ucranianos o lituanos disidentes. De 1946 a 1986, Kultura publicó aproximadamente 530 artículos sobre Rusia, 365 sobre Alemania, 330 sobre Ucrania, 175 sobre Lituania. Un número totalmente en checo engalanaba con ocasión de la Primavera de Praga y de los números en ruso, en eslovaco o en alemán son difundidos igualmente. A la iniciativa de Alexandre Soljenitsyne, los redactores de Kultura Jerzy Giedroyc, Gustaw Herling-Grudziński y Józef Czapski tomen parte al comité editorial de Kontinenty, la revista rusa creada en París en 1974 por Vladímir Maximov y que Kultura sostiene desde sus comienzos. Kultura sirve de tribuna a autoras como las rusas Natalya Gorbanevskaya o Yuli Daniel y el lituano Tomas Venclova. Para estos escritores privados de la libertad de expresión en su propio país, la revista de Giedroyć era a menudo una de las muy escasas ventanas de publicación. El Instituto literario edita pues las labores de Borís Pasternak, Joseph Brodsky, Aleksandr Solzhenitsyn o Andréi Sájarov, pero también una antología de literatura soviética contemporánea. 
La herencia de Kultura, que cesa de aparecer en 2000 a la muerte de Giedroyc, sobresale la sola sociedad polaca. Entre 1946 y 2000, el equipo del Instituto literario ha archivado más 60.000 números de revistas en lenguas ukrainienne, biélorusse y lituana, disponibles hoy a Maisons-Laffitte como fondos documentales. En 2000, una colección completa de los Cuadernos de Historia y de Kultura ha sido ofrecida a la universidad de Minsk por Henryk Giedroyc, hermano de Jerzy Giedroyc, Minsk que es su lugar de nacimiento. Gracias a la ayuda de la Biblioteca nacional polaca, el website internet kulturaparyska.com ha sido creado, y da acceso a la versión numérica de los 637 números de Kultura, de los 171 números de los Cuadernos de Historia y de algunos 8.000 apoyos vídeo y audio sobre Kultura y sus actores.  
Actualmente, Maisons-Laffitte continú siendo un lugar de trabajo en el que se digitaliza el archivo que, en 2009, ha sido inscrito en el Registro de la Memoria del mundo de la UNESCO. 

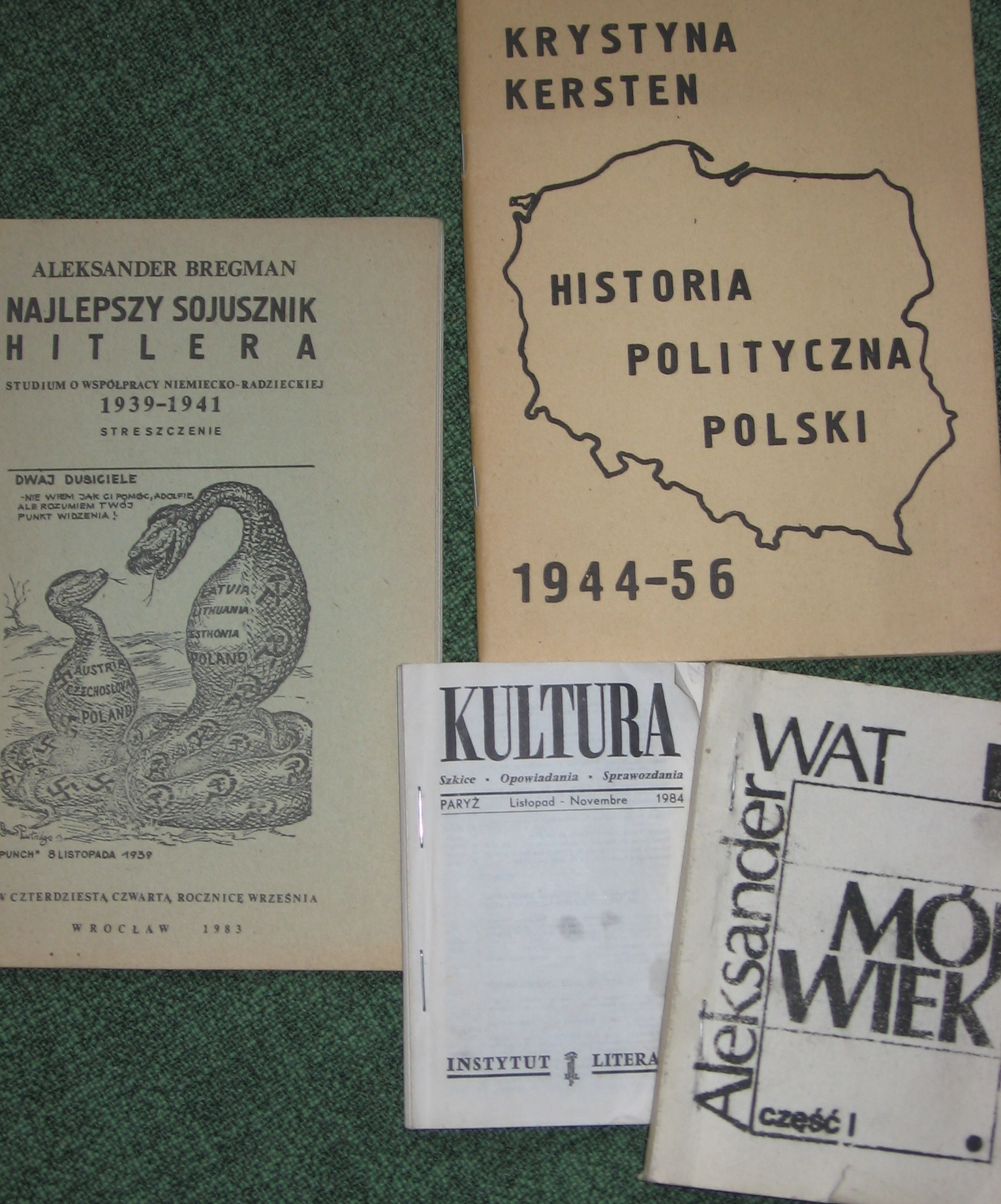
Ejemplar de la revista "Kultura", junto a otras publicaciones disidentes.

Como colaboradores asiduos de la revista encontramos a los siguientes escritores, filósofos e historiadores : 
| - Czesław Miłosz - Witold Gombrowicz - Andrzej Bobkowski - Józef Czapski (Joseph Czapski) - Gustaw Herling-Grudziński - Konstanty A. Jeleński - Juliusz Mieroszewski - Bohdan Osadczuk - Władysław Anders - Jerzy Andrzejewski - Stanisław Barańczak - Zygmunt Bauman - Heinrich Böll - Michel Borwicz - Kazimierz Brandys - Marian Brandys - Maciej Broński (Wojciech Skalmowski) - Albert Camus - Emil Cioran - Bogdan Czaykowski | - Thomas Stearns Eliot - Henryk Grynberg - Zygmunt Haupt - Zbigniew Herbert - Jeanne Hersch - Marek Hłasko - Wojciech Karpiński - Janina Katz - Stefan Kisielewski - Leszek Kołakowski - Ryszard Krynicki - Jacek Kuroń - Józef Mackiewicz - Stanisław Cat-Mackiewicz - Curzio Malaparte - André Malraux - Ossip Mandelstam - Adam Michnik - Sławomir Mrożek - Jan Nowak-Jeziorański | - Włodzimierz Odojewski - George Orwell - Boris Pasternak - Edward Raczyński - Jarosław Marek Rymkiewicz - Andreï Sakharov - Alexandre Soljenitsyne - Jerzy Targalski - Tymon Terlecki - Melchior Wańkowicz - Aleksander Wat - Simone Weil - Kazimierz Wierzyński - Mariusz Wilk - Adam Zagajewski - Władysław Żeleński |